# Эс-Савван
Эс-Савван (араб. الصوان‎) — деревня на северо-западе Иордании, расположенная на территории мухафазы Аджлун. Входит в состав района Аджлун.

## Географическое положение
Деревня находится на севере центральной части мухафазы, в гористой местности, к востоку от реки Иордан, на расстоянии приблизительно 35 километров (по прямой) к северо-западу от столицы страны Аммана.

## Население
По данным официальной переписи 2015 года численность население составляла 90 человек (85 мужчин и 5 женщин). В деревне насчитывалось 28 домохозяйств.
Динамика численности населения Эс-Саввана по годам:
| 1994 | 2015 |
| ---- | ---- |
| 173  | 90   |